# Bruce Beutler
Bruce Alan Beutler, född 29 december 1957 i Chicago, Illinois, USA, är en amerikansk immunolog och genetiker,  som 2011 tilldelades Nobelpriset i fysiologi eller medicin (tillsammans med Jules Hoffmann "för deras upptäckter rörande aktivering av medfödd immunitet". De delade priset med Ralph Steinman, som erhöll detta för "hans upptäckt av dendritiska cellen och dess roll i adaptiv immunitet".
Beutler är för närvarande (2021) chef för Center for the Genetics of Host Defense vid University of Texas Southwestern Medical Center i Dallas, Texas.

## Biografi
Beutler är ashkenazi judisk, son till Ernest Beutler (genetiker) och Brondelle May Fleisher (journalist). Han gifte sig med Barbara Beutler (född Lanzl) 1980 och skilde sig 1988. De har tre barn: Daniel (född 1983), Elliot (född 1984) och Jonathan (född 1987). Hans far, hematolog och medicinsk genetiker, var också professor och avdelningsordförande vid Scripps.
Bruces farmor, Kathe Beutler, var kusin till Kurt Rosenthal, farfar till Pamela Ronald, som upptäckte den första växtmönsterigenkänningsreceptorn, XA21. Familjerna Beutler och Rosenthal flydde Berlin efter att Hitler kom till makten och återförenades i Kalifornien efter kriget.
Mellan 1959 och 1977 bodde Beutler i södra Kalifornien. Han fick sin gymnasieutbildning vid Polytechnic School i Pasadena, Kalifornien. Han gick på college vid University of California, San Diego, och tog examen vid 18 års ålder 1976. Han skrev därefter in sig på läkarlinjen vid University of Chicago 1977 och tog sin magisterexamen 1981 vid 23 års ålder.
Under sin barndom och tidiga ungdomsår utvecklade Beutler ett bestående intresse för biologisk vetenskap. Bland hans erfarenheter inom biologi fanns studier i hans fars laboratorium, och senare i City of Hope-laboratoriet i Susumu Ohno, en institution inriktad på däggdjurs genetik och känd för sitt arbete med evolution, genomstruktur och könsdiversifiering. Vidare arbetade han i laboratorierna i Abraham Braude, med biologi av lipopolysackarid (LPS), även känd som endotoxin, och Patricia Spear, en auktoritet på Herpes simplex virus.  Senare utförde Beutler omfattande forskning på både LPS och herpesvirus med inriktning främst på att förstå medfödda värdmotstånd mot infektionssjukdomar, ofta sett som medfödd immunitet.

## Karriär
Från 1981 till 1983 fortsatte Beutler sin medicinska utbildning vid University of Texas Southwestern Medical Center i Dallas, Texas, som praktikant vid Institutionen för internmedicin och som bosatt vid institutionen för neurologi. Mellan 1983 och 1985 var han postdoktor vid Rockefeller University i Anthony Ceramis laboratorium. Han blev biträdande professor vid Rockefeller University 1985 och var även biträdande läkare vid Rockefeller University Hospital mellan 1984 och 1986.
Beutler återvände till Dallas 1986 som biträdande professor vid institutionen för internmedicin vid University of Texas Southwestern Medical Center i Dallas, och biträdande utredare vid Howard Hughes Medical Institute, där han behöll en position under de kommande 14 åren. Han blev docent och biträdande forskare vid HHMI 1990 och professor 1996.
År 2000 flyttade Beutler till The Scripps Research Institute i La Jolla, Kalifornien, som professor vid institutionen för immunologi. År 2007 blev han ordförande för den nyskapade institutionen för genetik vid Scripps Research. År 2011 återvände Beutler till UT Southwestern Medical Center för att bli chef för Center for the Genetics of Host Defense. Den 4 oktober 2011 utsågs Beutler till regental professor vid University of Texas System. 

### Vetenskapliga bidrag
Beutler är mest känd för sina banbrytande molekylära och genetiska studier av inflammation och medfödd immunitet. Han var den första att isolera mustumör nekros faktor-alfa (TNF), och att visa den inflammatoriska potentialen av denna cytokin bevisar dess viktiga roll i endotoxininducerad chock. Därefter uppfann han rekombinanta molekyler som uttryckligen utformats för att neutralisera TNF och smälte samman den bindande delen av TNF-receptorproteiner till den tunga kedjan av en immunglobulinmolekyl för att tvinga fram receptordimerisering. Dessa molekyler användes senare i stor utsträckning som läkemedlet Etanercept vid behandling av reumatoid artrit, Crohns sjukdom, psoriasis, och andra former av inflammation. 
Beutler var intresserad av den mekanism genom vilken LPS aktiverar immunceller hos däggdjur och använde TNF-produktion som fenotypisk slutpunkt för att identifiera LPS-receptorn. Identifiering av receptorn berodde på positionell kloning av däggdjurs Lps locus, som hade varit känd sedan 1960-talet som en viktig genetisk determinant för alla biologiska svar på LPS. Beutler upptäckte sålunda nyckelsensorerna av mikrobiell infektion i däggdjur som visar att en av däggdjurens Toll-like receptors, TLR4, fungerar som membranspänningskomponenten i däggdjurens LPS-receptorkomplex. TLR:en (av vilka tio nu är kända hos människan) är nu vitt känt för att fungera i mottagningen av mikrober, var och en ägnade att upptäcka spårmolekyler som förebådar infektion. Dessa receptorer förmedlar också allvarlig sjukdom, såsom chock och systemisk inflammation som uppstår under en infektion. De är centrala för patogenesen vid sterila inflammatoriska och autoimmuna sjukdomar som systemisk lupus erythematosus.  Forskningen om TLR:s gav honom Nobelpriset 2011.

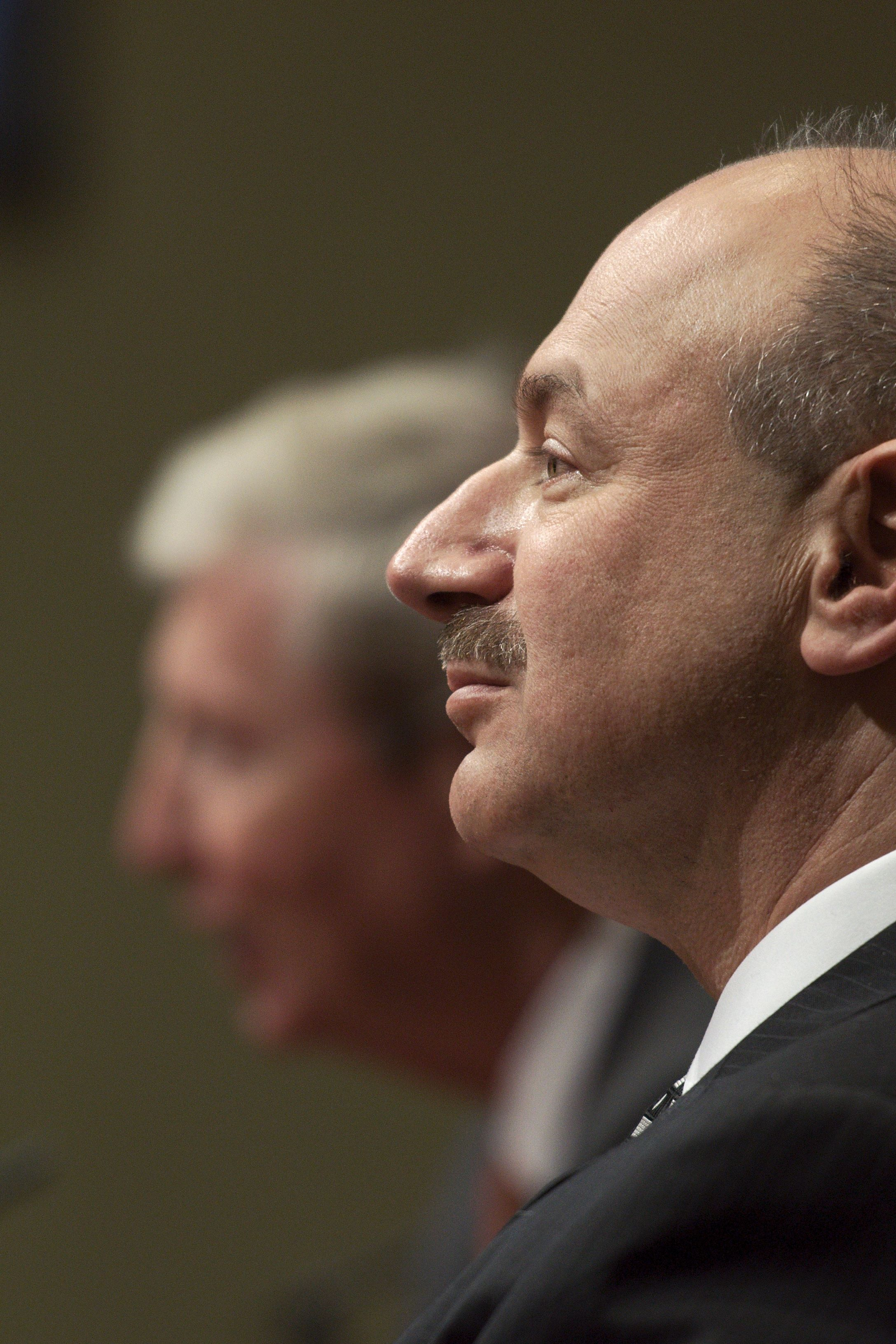
Jules A. Hoffmann (i bakgrunden) och Beutler

Positionskloningen av PP slutfördes 1998. Beutler fortsatte därefter att tillämpa en framåtriktad genetisk metod för analys av immunitet hos däggdjur. I denna process skapar könsceller mutationer som förändrar immunfunktion genom en slumpmässig process med hjälp av alkylerande agenten ENU, detekteras av deras fenotypiska effekter, och sedan isoleras genom positionell kloning. Hans arbete avslöjade talrika nödvändiga signalmolekyler som krävs för det medfödda immunsvaret, och hjälpte till att avgränsa biokemin av medfödd immunitet.
ENU-mutagener användes också av Beutler och hans kollegor för att studera det globala svaret på ett definierat smittämne. Genom att undersöka mutanta möss för mottaglighet för muscytomegalovirus (MCMV) identifierade de ett stort antal gener som gör en skillnad på liv eller död under infektion och kallade denna uppsättning gener MCMV "resistome". Dessa gener fördelar sig på "avkänning", "signalering", "effekter", "homeostatik" och "utvecklings-" kategorier, och några av dem var fullständigt oväntade. Till exempel, Kir6.1 ATP-känsliga kaliumkanaler i den mjuka muskeln hos kransartärer har en viktig homeostatisk roll under infektion av denna mikrob, och mutationer som påverkar dem orsakar plötslig död under infektion. 
Under arbetets gång identifierade Beutler och hans kollegor gener som krävs för andra viktiga biologiska processer, såsom reglering av järnabsorption, hörsel,  och embryonal utveckling, eftersom deras störning av ENU skapade slående onormala synliga fenotyper.

## Utmärkelser och hedersbetygelser
Beutler har som hedersledamot valts in i flera akademier. Bland dessa kan nämnas United States National Academy of Sciences och Institute of Medicine. Beutler är också associerad medlem (utländsk medlem) i European Molecular Biology Organization (EMBO) och medlem av Association of American Physicians och American Society for Clinical Investigation.

## Andra speciella utmärkelser

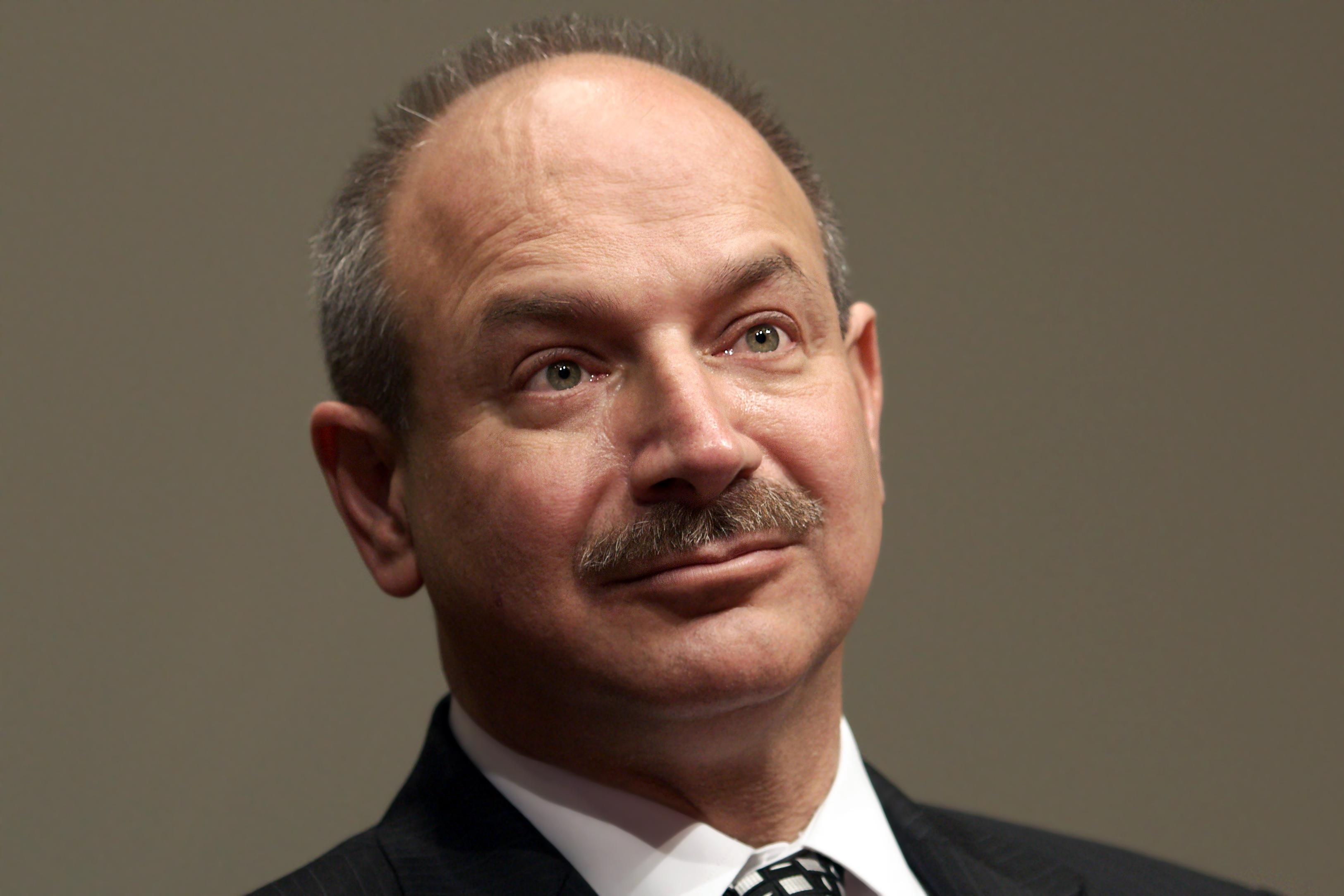
Bruce Beutler på Nobelprisets presskonferens på Karolinska Institutet, Solna

- Nobelpriset i fysiologi eller medicin  (2011, delat med Jules A. Hoffmann och Ralph M. Steinman)[3]
- Shaw Prize (2011, delat med Jules A. Hoffmann och Ruslan M. Medzhitov)
- Will Rogers Institute årliga forskningspris (2009)
- Albany Medical Center Prize (2009 delat med Chartles A. Dinarello och Ralph M. Steinman)[23]
- Balzan Prize för forskning om medfödd immunitet (2007, delat med Jules A. Hoffmann).
- Hedersdoktor vid the Technical University of Munich Germany, (2007).
- William B. Coley Award av the Cancer Research Institute, US (2006, delat med Shizuo Akira).
- Grand Prix Charles-Leopold Mayer av the Académie des Sciences, France (2006).
- Robert Koch Prize of the Robert Koch Foundation, Tyskland (2004delat med Jules A. Hoffmann och Shizuo Akira).
- Institute for Scientific Information har listat Beutler som en ISI-högt citerad forskare sedan år 2001, vilket markerar honom som en inflytelserik aktör inom immunologiområdet. Han har också listats av Thomson-Reuters som Citation Laureate.
- Medlem av German Academy of Sciences Leopoldina (2012)[24]
- Hedersdoktor vid the Norwegian University of Science and Technology, Norway (2015).[25]
- Hedersdoktor vid the University "Magna Graecia" of Catanzaro, Italy (2019)[26]